# Omar Hajam
Gijat al-Din Abulfat Omar ibn Ibrahim an-Nišapuri Hajam [ómar hájam] (perzijsko غیاث الدین ابو الفتح عمر بن ابراهیم خیام نیشابوری), perzijski pesnik, astronom, matematik, pisatelj in filozof, * 31. maj 1048, Najšabur (Nišapur), ali neka vas blizu Najšaburja, provinca Korasan, (danes Iran), † 4. december 1131, Nišapur.

## Mladost
Omar Hajam je bil tadžiškega porekla. Vzhod Hajama slavi kot astronoma, zahod pa kot pesnika - filozofa. Na dan njegovega rojstva je bilo Sonce v tretji stopnji Dvojčkov. To dejstvo je služilo velikemu indijskemu hajamologu Govindi, da je določil točni datum rojstva. Ker so tedaj zelo pazili na razpored zvezd pri rojstvu, so zabeležili tudi položaj Sonca glede na Jupiter in Zemljo. V svoji knjigi Dopolnitev čuvarjev modrosti (Tetima Sivan el-hikma) je perzijski zgodovinar in biograf Abulhasan Ibrahim ben Mohamed al-Bajhaki (umrl 1170) zapisal: »Njegovo (Hajamovo) rojstno znamenje sta bila Dvojčka. Sonce in Merkur sta bila v tretji stopnji Dvojčkov. Merkur je bil v konjunkciji, Jupiter pa se je nahajal v trigonalnem odnosu z Dvojčkoma.« Da je lahko Govinda natančno določil dan in leto njegovega rojstva, je mnogo let proučeval astronomske tabele svojega časa. V veliko pomoč so mu seveda bile znane Malikšahove tabele, ki jih je sestavil sam Hajam in še niso bile izgubljene.
Hajamova družina je bila verjetno dokaj premožna, da mu je lahko omogočila dobre učitelje. Mnogo izvorov priča o tem, da je v svojih mladih letih dobil primerno izobrazbo in pokazal veliko znanja. Beseda hajam v arabščini označuje človeka, ki tke blago in izdeluje šotore. Tkanje šotorov je bil poklic njegove družine. Po vsej verjetnosti bi tudi on, prav tako kot njegov oče, to počel, če se ne bi pojavil dobrosrčen človek Abu Tahir, glavni sodnik v Samarkandu, ki je v njem odkril izredno nadarjenost in mu omogočil materialno pomoč, da obiskuje šolo in se temeljito izobrazi. Mnogo perzijskih pesnikov je na podoben način prevzelo svoja imena iz poklicev svojih družin. Sam Hajam je namignil na svoje ime v naslednjih muhastih vrsticah:
Hajam, ki šiva šotore znanosti,
je padel v talilno peč potrtosti in na hitro zgorel;
škarje Usode so porezale šotorske vrvi njegovega življenja
in prekupčevalec Upanja ga je zastonj prodal!

## Študij
Pripravljalne in druge znanosti je tako poslušal v svojem rojstnem kraju. V tistem času je bilo najšabursko vseučilišče na dobrem glasu. Na njem je predaval profesor pobožni Imami Movafak, ki je kot učenjak slovel po celem vzhodu. Nenavadno dejstvo je, da lahko najdemo najbolj pristen življenjepis miroljubnega Hajama, katerega največje stremljenje je bilo na široko razširiti spoznanja znanosti, v delu Zgodovina morilcev perzijskega zgodovinarja Mirkhonda (1443-1498). V njem najdemo zapis, ki ga je napisal Ebul-Kasim in nam pokaže vrednost astronoma pesnika, katerega zagotovo poznamo: »Eden od najbolj učenih mož Korasana je bil Imami Movafak iz Najšaburja, zelo spoštovan in čaščen mož - naj Bog razveseli njegovo dušo. Prekoračil je 85. leta in vsi so verjeli, da bo vsak deček, ki bo bral Ku'ran ali v njegovi prisotnosti proučeval običaje, dosegel spoštovanje in srečo. Zaradi tega me je oče poslal iz Tusa v Najšabur skupaj z Abdu-samadom, doktorjem prava, da bi se učil pod vodstvom tega slavnega učitelja. Bil mi je naklonjen in prijazen. Kot njegov učenec sem čutil do njega veliko ljubezen in vdanost in sem tako preživel 4 leta ob njegovih uslugah. Ko sem prvič prišel tja, sem spoznal še druga dva učenca mojih let, ki sta tudi pravkar prišla, Hakim Omar Hajama in Ben as-Sabaha. Oba sta bila obdarjena z bistrostjo in najvišjimi naravnimi močmi. Vsi trije smo postali dobri prijatelji. Ko je Imami končal s predavanji, sta se mi pridružila in smo jih ponavljali. Omar je bil doma iz Najšaburja, medtem ko je bil oče Hasana Ben as-Sabaha po imenu Ali strog človek, vendar heretičen v svojem verskem prepričanju in doktrini. Nekega dne je rekel Hasan meni in Hajamu: 'Vsi verjamejo, da bodo učenci Imamija Movafaka dosegli srečo in bogastvo. Če vsi trije tega ne bomo dosegli, bo eden od nas to prav gotovo in kaj bo potem naša skupna zaprisega in obveza?' Odgovorila sva: 'Naj bo, kot želiš.' 'Dobro,' je odgovoril, 'prisežimo, da bo tisti, ki bo dosegel srečo in bogastvo, to delil enakovredno z drugima dvema in ne bo zahteval preveč zase.' 'Naj bo tako,' sva oba odgovorila in tako smo se s temi besedami drug drugemu zaobljubili. Leta so tekla in jaz sem odšel iz Korasana v Transoksanijo (današnji Kazahstan) in potoval v Gasno in Kabul. Ko sem se vrnil, sem začel opravljati administrativna dela za časa sultanata sultana Alp Arslana.« Ebul-Kasim je prvi prišel do visokega položaja. Prišel je na seldžuški dvor in med vladanjem sultana Muhamed ben Da Ud Alp Arslana Junaka-leva (1029-1072) postal prvi vezir. Seveda nista ne Hajam ne as-Sabah izpustila priložnosti. Obrnila sta se na svojega nekdanjega tovariša in ga spomnila na dijaško zaprisego. Prišla sta k njemu in terjala svoj delež. Ebul-Kasim, ki je kot vezir dobil naziv Nizamul al-Mulk (državni red), je bil radodaren in je držal svojo besedo. Hajamu je ponudil vidnejše mesto na dvoru. Skromni učenjak in pesnik ga ni hotel sprejeti z opravičilom, da se želi posvetiti znanosti. »Največjo uslugo, ki mi jo lahko podariš,« je rekel, »je, da mi omogočiš odmaknjeno življenje v senci tvojega bogastva. Tako bom lahko širil spoznanja znanosti in molil za tvoje dolgo življenje in blagostanje.« Modri vezir je sprejel opravičilo in mu je radodarno dodelil 1200 miskalov zlata iz najšaburjevega zaklada kot letno podporo. S tem se je lahko brezskrbno posvetil znanstvenemu raziskovanju na področju astronomije in matematike. Njegov prijatelj perzijski heretik Hasan Ben Ibn as-Sabah (1056-1124) je to njegovo odločitev komaj dočakal in je zahteval njegovo mesto v vladi. Sultan je vezirjevo prošnjo odobril in as-Sabah je dobil mesto na dvoru. S časom je postal nezadovoljen, padel je v razne dvorne spletke, v kratkem času je sestavil stranko in neuspešno poskušal izriniti in odstraniti Nizamul al-Mulka. Bil je osramočen. Ko so zaroto odkrili, se je moral umakniti Nizamul al-Mulkovi oblasti. Skril se je v Egipt pod okrilje Fatimidov, ki so bili seldžuški sovražniki. Kot učen človek in vratolomen duh je po mnogih nezgodah in potovanjih kmalu dosegel naklonjenost in zaupanje fatimidskega vladarja, ki ga je poslal v Sirijo širit ismaelitsko vero. Tukaj je čez kratek čas našel mnogo pristašev v najnižjih slojih prebivalstva. Nekega dne je organiziral anarhistično skupino, politično religiozno sekto asasinov (hasasinov) med najzvestejšimi privrženci. Postal je njihov vodja, njihov velik učitelj da'i al  -du'ah}. Skupini je bila sveta dolžnost slepo pokoravanje njemu kot šejku, za njim njegovim naslednikom in izvrševanje ukazov brez prigovorov, v kar so se lahko prepričali križarji na lastne oči. Skupina fanatikov je bila dolgo neznana in je zrasla v močno in nevarno organizacijo pod vodstvom njegove močne in hudobne volje. Leta 1090 je zgradil grad trdnjavo Alamut, v bližini Kazvina, v pokrajini Rudbar, ki leži na visokogorskem področju južno od Kaspijskega morja in postal njen vrhovni šejk. Iz tega gorskega doma je kot nekdanji Hajamov prijatelj sprožal svojo zlobno slavo med križarji z imenom Šejhul-Džebel, Starec s planine, in sejal nasilje v mohamedanski svet. Postal je strah in trepet vsem dostojanstvenikom prednje in Srednje Azije. Iz trdnjave so njegovi pristaši morili ortodoksne muslimanske vladarje in napadali križarje. Svoje pristaše je poslal na izvršitev nalog omamljene s hašišem. Sekto so uničili v sredini 13. stoletja v času mongolskega vpada. Iz njihovega naziva izvirata italijanska beseda assasino in francoska assasin, razbojnik, morilec. Dolgo so razpravljali ali beseda Assasin, ki so jo križarji prinesli v Evropo kot njihov temni spomin, izhaja iz besede hašiš (hashish), mamila konopljinih listov (indijsko bhang), (arabsko hashshashun (haššaši), uživalec hašiša), s katerim so sebe spravljali v blaznost ali iz imena ustanovitelja te zloglasne sekte, katerega smo spoznali v tihih tovariških dnevih v Najšaburju. To zgodbo so kot izročilo nekaj časa označevali z legendo, češ da je izmišljena. Njihovo šolanje naj ne bi padlo v isti čas, saj naj bi bil Nizamul al-Mulk v resnici mnogo starejši od njiju. Danes je to seveda težje presoditi. Iz študentskih let v Najšaburju izvira tudi naslednja anekdota, ki jo je leta 1923 podal bosenski orientalist Safvetbeg Bašagić-Redžepašić (1870-1934) ob domnevni 800-letnici Hajamove smrti, saj so dolgo časa nepravilno navajali leto njegove smrti kot 1123. Dobesedno se glasi: »Pravijo, da je med predavanjem o Ptolemejevi knjigi Almagest nenadoma vstopil neki tako imenovan teolog in vzkliknil: 'Kaj to berete?' Zatem je Hajam dvignil glavo in rekel: 'Razlagamo besede iz božje knjige: ali niso ljudje videli na nebu zgolj samih sebe, kako je bilo nebo zgrajeno in okrašeno brez pomanjkljivosti? Tako tudi mi gledamo, kako je bog ustvaril nebo, kako ga je zgradil in ubranil pred pomanjkljivostmi.' Teolog, ki je prišel nadzirat, kaj na visokem kolegiju predavajo, se je umaknil brez pripomb. S tem duhovitim odgovorom je rešil sebe in profesorja. Če bi ogleduh izvedel, kaj je profesor predaval, bi skupaj s fanatično sodrgo, ki je tedaj v Najšaburju in severni Perziji vladala, linčal oba.«
V svoji že omenjeni knjigi (po tedanjih običajih je Hajam dobil veliko nadimkov Zakladnica Modrosti, Čuvar ali Kralj Modrosti, Dokaz Resnice) ga je al-Bajhaki določil kot poznavalca jezika, muslimanskega prava in zgodovine. »Preden je odšel v Isfahan, je neko knjigo prebral sedemkrat in se jo je tako naučil na pamet. Ko pa se je vrnil v Najšabur, jo je narekoval, besedilo pa se ni mnogo razlikovalo od izvirnika.« Po takšnem izrednem spominu sta bila znana tudi njegov pesniški predhodnik al-Ma'ari in prijatelj al-Gazali. Knjižnic zaradi tega dejansko skoraj niso potrebovali. Al-Bajhaki je imenoval Hajama Abu Alijevega naslednika v različnih filozofskih znanostih. Takšna
delitev filozofskih znanosti je bila v Ibn Sinovem smislu. Ta Abu Ali je tadžikiški matematik, filozof in zdravnik Ibn Sina al-Husein ibn abd Alah (latinsko Avicena) (975-1037). Znanost so delili na teoretično znanost, v katero je spadala višja znanost ali metafizika (po današnjem filozofija), srednjo znanost - astronomija in matematika, nižjo znanost - fizika in praktične znanosti, ki so politične, pravne ter moralne znanosti. »On je modrec, človek, ki je vešč v vseh področjih filozofije, še posebno v matematiki«, je pisal o Hajamu tudi arabski geograf in kozmograf Zakarij al-Kazvini (umrl 1283) v svojem kozmografskemu traktatu Spomeniki mest in poročila o božjih slugah (Athar). O njegovem življenju je pisal tudi arabski zgodovinar Ibn al-Kifti (1172-1248) v pomembnem delu Zgodovina modrih za znanstvenike (Ikhbar al-Ulama' bi -Akhbar al-Hukama), ki ga poznamo po skrajšani izdaji.

## Delo v astronomiji

### Prenova koledarja
Po končanem študiju se je Hajam kot mnogo mladih znanstvenikov tedanjega časa znašel v revščini. Vladarji so sprejemali samo tiste, ki so jih v svojih pesmih na veliko hvalili
ali pa tiste, ki so se hvalili, da znajo natančno določiti horoskop. Sam Hajam je o tem pisal v uvodu svojega prvega matematičnega traktata in potožil da je bil v mnogih letih onemogočen ukvarjati se s svojim delom, to je z algebro. »Bili smo priče propadu in zmanjšanju števila učenih ljudi. Njihovo število je tako majhno kakor je velika njihova duševna bolečina. Samo malo jih je ostalo, mnogi drugi pa so nastradali.« Potem je govoril o t. i. lažnih znanstvenikih, ki »resnico oblačijo z lažjo«: »Kruta usoda jih je, dokler žive, napotila z medsebojno zaprisego na izboljševanje in raziskovanje znanosti. Vendar večina njih, kateri se danes izdajajo za učenjake, tajijo resnico z lažmi in ne presegajo okvirja pol - učenjaštva, saj svoje znanje postavljajo v službo z materialnimi in nizkimi cilji. Če srečate človeka, ki teži za resnico in ljubi iskrenost, zavrača pretvarjanje in laž, ki se izogiba slepilom, bo postal predmet preziranja in posmehovanja.« Za Abu Tahirjem je bil njegov naslednji pokrovitelj buharski hakan Šams al-Muluk, po letu 1074 pa sam seldžuški sultan Dželaludin (Veličanstvo vere) abu-al-Fath Malikšah, ki je leta 1071 nasledil svojega očeta sultana Alp Arslana. O tem je pisal perzijski zgodovinar 'Izz-al-Din Ibn al-Asir (1160-1234) v svoji ogromni knjigi Popolna knjiga o zgodovini (al-Kamil fi al-Ta'rikh), kjer je o letu hidžre 467 (1074) zapisal: »V tem letu sta Nizamul al-Mulk in sultan Malikšah zbrala vse svoje najboljše astronome. Premestili so Nauruz (danes pomladišče, točka γ, pri njih Novo leto) v začetno točko Ovna, do tedaj pa je Nauruz prihajal v času ko se je Sonce nahajalo v sredini Rib in pojavil se je koledar narejen za sultana. Za sultana Malikšaha so naredili observatorij. Pri gradnji so sodelovali najboljši astronomi, Abulhatim Muzafar al-Isfazari, Majmun Ibn Nadžib al-Basiti in drugi. Pri tem so porabili veliko denarja.«
V Mervu je Hajam tako po vezirjevem nagovoru sestavil komisijo, ki bi spremenila obstoječi koledar. Skupaj s sedmimi astronomi je rešil to težko nalogo. Observatorij so zgradili v Isfahanu, čeprav nekateri navajajo, da so ga zgradili v Najšaburju, v Raiju, kjer je bil tedaj sedež vlade ali celo v Bagdadu, kjer pa je že od leta 829 deloval še od časa abasidskega kalifa Abdulah al-Mamuna (813-833). Za svoje zasluge so ga imenovali za direktorja tega velikega observatorija, kjer je pozneje izdelal Malikšahove astronomske tabele (Zidži-Malik- šahi). Sam sultan je bil verjetno nepismen kot njegov oče in stric, Nizamul al-Mulk pa je bil kot Hajam med najbolj učenimi ljudmi tedaj. Zapustil je mnogo zgradb in dejanj o katerih govori precej zgodovinskih zapisov, najbolj pomemben pa je zaradi svojega državniškega dela in prenovi šolstva. Sultanovo carstvo je bilo utrjeno. Na drugi strani je prišlo do jačanja ortodoksnih sekt, predvsem ismailitizma, še posebej pa njene skrajnosti asasinske sekte, ki je vladala trdnjavi Alamut pri Kazvinu. Čudna ironija je, da je 22. (24.) februarja 1582 v znamenju Rib v Hiparhovem rojstnem kraju Nikeji, ko so bili Snell van Royen, Kepler, Galilei, Dominis, Bruno in de Brahe po vrsti stari 2, 11, 18, 22, 34 in 36 let, krščanska cerkev naredila astronomiji pravo malo sramoto in na pobudo papeža Gregorja XIII. uvedla gregorijanski koledar, da bi s tem pokrila 10-dnevno razliko, ker sta Božič in Velika noč nastopala vedno pozneje. Angleški filozof in učenjak Roger Bacon, kitajski astronom, hidrolog in matematik Guo Šoudžing in italijanski astronom in fizik Luigi Ghiraldi Lilio so do takrat določili dolžino tropskega leta z napako 0,5m. Naslednja tabela nam da nekaj ocen dolžine tropskega leta pred uvedbo gregorijanskega koledarja.
| {\displaystyle T_{x}(S_{x})} | kdo                      | kdaj            |    |
| ---------------------------- | ------------------------ | --------------- | -- |
| 365d                         | Egipčani                 | 2773 pr. n. št. | *  |
| #                            | Kitajci                  | 2144 pr. n. št. | *  |
| #                            | Sumerci                  | 2000 pr. n. št. | *  |
| #                            | Kleostrat                | 539 pr. n. št.  | *A |
| 365d 6h 17m 17s              | Meton                    | 440 pr. n. št.  | *L |
| 365d 6h 18m 57s              | Meton                    | 431 pr. n. št.  | *A |
| #                            | Evdoks                   | 377 pr. n. št.  | *  |
| #                            | Kalip                    | 329 pr. n. št.  | *A |
| #                            | Kidinu                   | 314 pr. n. št.  |    |
| #                            | Everget I., Eratosten    | 237 pr. n. št.  | *  |
| 365d 5h 55m 12s              | Hiparh                   | 146 pr. n. št.  |    |
| 364d                         | Kumranski Eseni, Etiopci | 100 pr. n. št.  | *  |
| 365d 6h                      | julijanski koledar       | 46 pr. n. št.   | *  |
| #                            | Sosigen                  | 45 pr. n. št.   | *  |
| 365d 5h 48m 40s              | Maji                     | 500             | *  |
| 365d 5h 48m 46s              | Maji                     | 800             | *  |
| #                            | Inki                     | 1000            | *  |
| 365d 5h 49m 5s               | Hajam                    | 1074            |    |
| 365d 5h 49m 16s              | Alfonsove tabele         | 1252            |    |
| 365d 5h 49m 12s              | Bacon                    | 1267            |    |
| 365d 5h 49m 12s              | Guo Šoudžing             | 1281            |    |
| 365d 5h 42m 52s              |                          |                 |    |
| 365d 5h 55h 58s              | Kopernik                 | ~1525           |    |
| 365d 5h 49m 12s              | Lilio                    | ~1567           |    |
| 365d 5h 48m 45s              |                          | danes           |    |

V tabeli so z * označene ocene, ki še ne ločujejo od dolžine zvezdnega leta (A) ali pa so izvedene preko parapegme ali preko Luninega leta (L), z # pa ocene, ki so enake dolžini v julijanskem koledarju. Tudi način štetja in začetek epohe naše Odrešeniške dobe po tem koledarju ni bil nič kaj naprednejši od raznih zgodnejših er in jo še danes ne znajo točno določiti, kar pa ni toliko pomembno. Pomembneje je, da jo zahodna civilizacija pridno uporablja. Leta 525 (533) jo je predlagal skitski menih Dionizij Eksiguus Mali (okoli 470-okoli540/556) in je štela po julijanskem koledarju iz leta 46 pr. n. št. Čeprav so to dejanje dolgo pripravljali, ni nikakor opravičilo ponesrečenih ciljev, ki so jih vodili, saj je bil ta precej težak in eden od nastarejših problemov že 508 let uspešno rešen. Novi koledar je dobil ime po enem izmed
vladarjevih imen Takvimi al ta'rikh al-Džalali doba. Ta 'časovni račun' kot je rekel že angleški zgodovinar Edward Gibbon (1737-1794) prekaša julijanski koledar in je enakovreden gregorijanskemu. Nekateri sodobni znanstveniki trdijo, kakor pravi F. Rosen, da je bolj točen kot gregorijanski koledar v kar se seveda ni težko prepričati. Hajam se je skliceval na svojo prenovo starega perzijskega muslimanskega Luninega koledarja, ki ima napako enega dneva v 5000 letih (v 1540 ali 3770 letih po različnih razlagah, odvisno pač od vrednosti vzorčne dolžine tropskega leta), medtem ko se v našem gregorijanskem koledarju pojavlja napaka enega dneva vsakih 3330 let glede na dolžino tropskega leta ob uvedbi samega koledarja. Njegov koledar je poprava julijanskega koledarja, ki ima mnogo astronomskih opravičil. Pri sestavljanju takšnega solarnega koledarja se pojavi naslednja zanimiva naloga. Srednje tropsko leto traja zaokroženo T = 365,2422d, navadno meščansko leto 365d, prestopno meščansko leto pa 366d. Poiskati moramo čim manjši naravni števili x, y tako, da bo po preteku x navadnih in y prestopnih meščanskih let minilo x + y srednjih tropskih let. Torej morata x, y ustrezati pogoju (x + y) · 365,2422d  = x · 365d + y · 366d, kar daje
{\displaystyle {y \over x+y}=0,2422={1211 \over 5000}\;.}
Ker sta 1211 in 5000 tuji števili, sta najmanjši naravni števili, ki rešita zgornjo enačbo, x = 3789, y = 1211. Med 5000 leti mora torej biti 3789 navadnih in 1211 prestopnih let. Dobljena rešitev zaradi velikih vrednosti ni preveč primerna za uporabo. Manjše približne rešitve zgornje enačbe v naravnih
številih dobimo z verižnimi ulomki. Razvoj [0;4,7,1,3,4,1,1,1,2] nam daje tabelo
| n       | 0 | 1 | 2  | 3      | 4  | 5          | 6   | 7              | 8       | 9       |
| an      | 0 | 4 | 7  | 1      | 3  | 4          | 1   | 1              | 1       | 2       |
| yn      | 0 | 1 | 7  | 23     | 31 | 2 · 3 · 11 | 163 | 5 · 59         | 2 · 229 | 7 · 173 |
| xn + yn | 1 | 2 | 29 | 3 · 11 | 27 | 5 · 109    | 673 | 2 · 3 · 7 · 29 | 31 · 61 | 23 · 54 |

Prva približna rešitev v naravnih številih je torej {\displaystyle x_{1}+y_{1}=4}, {\displaystyle y_{1}=1}; na vsaka štiri leta pride eno prestopno leto. Tako je narejen julijanski koledar, ko je namesto 0,2422 vzet približek 0,25 = 1/4. Podobno lahko naredimo koledarje za vsakega od nadaljnjih približkov v tabeli. Ko namesto x, y postavimo približka {\displaystyle x_{n}}, {\displaystyle y_{n}} iz tabele, se vrednosti na levi in desni enačbe nekoliko razlikujeta. V gregorijanskem koledarju je namesto 0,2422 vzet približek 0,2425 = 97/400. Gregorijansko leto traja torej 365,2425d. Hajam je po tej enačbi vzel tretji približek, ki se je dobro skladal z dolžino tedanjega izmerjenega tropskega leta. Meritvam so na observatoriju posvetili veliko časa in pri tem uporabljali tudi drage inštrumente iz observatorija v Bagdadu, ker drugače tej nalogi ne bili več kos. Enostavno lahko vidimo kako
je njegov koledar boljši tudi od gregorijanskega, saj velja:
{\displaystyle {1211 \over 5000}<{8 \over 33}<{97 \over 400}<{1 \over 4}\quad {\hbox{ali}}\quad {79926 \over 330000}<{80000 \over 330000}<{80025 \over 330000}<{82500 \over 330000}\;.}
Naslednji približek po zgornji enačbi 31/128 je leta 1863 v svojem koledarju predložil nemški astronom Johann Heinrich Mädler, ki ima sicer boljšo sistematsko napako kot Hajamov koledar vendar je skupna napaka zaradi prevelike periodične napake večja. Njegov predlog se ni obnesel. Zanimivo je, da bo v 47. stoletju točen tisti koledar, ki bo upošteval že drugi približek 7/29 saj se bo tropsko leto za toliko skrajšalo. Trajanje koledarskega leta v Hajamovem koledarju je tako 365 + 8/33d. Interkalacijsko pravilo je: v 33. letnem ciklu so prestopna leta tista deljiva s 4, torej 8 prestopnih let: 4 8 12 16 20 24 28 33. To pomeni, da je sedemkrat prestopno četrto leto, osmič pa je prestopno peto leto. To pravilo predstavlja ne samo za tisti čas ampak tudi za sedaj pravi znanstveni dosežek, čeprav je približek več kot enostaven. Drugi koledarji popravljajo sistematsko napako po 128, 400, 2000, 3200, 3600 ali 4000 letih, njegov koledar pa jo popravlja že po 33. letih. Zato je prednost te koledarske rešitve poleg drugih v tem, da ne čakamo napake celega dne in jo popravimo, ampak jo popravimo takoj ko se poveča do četrtine dneva. Namesto 32. leta je prestopno 33. leto. Zato je periodična napaka izredno mala 1,2121d. Takšno pravilo je tako enostavno, da ga je res težko še izboljšati če bi hoteli zmanjšati periodično napako. Periodično napako lahko kakor zgleda zmanjšamo samo pri še enakomernejši razporeditvi prestopnih let. Vendar ni tako. Razpored dnevov po mesecih je zelo zanimiv:
31 31 31 31 31 31 30 30 30 30 30 29(30) .
Po njegovem koledarju se novo leto začne prvega dne pomladi. Devet stoletij se je to vedno dogajalo. Takšen razpored dnevov po mesecih ni slučajen, od spomladnega do jesenskega enakonočja je {\displaystyle T_{\epsilon }} = 186d 10h, od jesenskega do naslednjega spomladanskega enakonočja pa {\displaystyle T_{\omega }} = 178d 20h kot v njegovem koledarju. To je vedel in vgradil v svoj koledar pet stoletij pred Keplerjem. Jemal je, da se Sonce okoli 7 dni več nahaja na severni nebesni polobli kot pa na južni. Zato je prav neverjetno da sestavljalci gregorijanskega koledarja niso vedeli za njegov koledar, ki so ga že pet stoletij uspešno uporabljali. Težko je pojasniti zakaj leta 1582 niso namesto julijanskega koledarja sprejeli Hajamov koledar. Pač pa so njegovo prenovo vpeljali leta 1079 v Perziji, toda kasneje jo je spet zamenjal muslimanski Lunin koledar z ero imenovano hidžra po Mohamedovi selitvi (arabsko higret) v petek 16. (15.) julija 622 zaradi verskih nesporazumov iz Meke v Jesrib, pozneje Medina. Tja naj bi prispel 20. septembra 622. To novo štetje je uvedel naslednik Abu Bekra, drugi kalif Omar I. (okoli 581-644), 17. leta hidžre, to je 638. Hidžra temelji na luninem letu z dolžino L = 354,3666667 ... d = 354d 8h 48m, ki je 6s krajše od tedanjega astronomskega Luninega leta in ima cikel 360 mesecev z 10631 dnevi. Interkalacijsko pravilo je:
23 1 35 1 23 3(35 1) 23 1 2(35 1) 23 1 35 1 12 ali enostavneje:
2(3(35 1) 23 1) 2(35 1) 23 1 .
To pomeni, da ima cikel 30 let z 12 meseci, ki imajo po vrsti izmenično 30 in 29 dni, s tem, da ima zadnji mesec v navadnem meščanskem Luninem letu z dolžino 354d 29 dni, v prestopnem Luninem letu z dolžino 355d pa 30 dni. V tem ciklu je 11 let, ki imajo zadnje tri mesece po 30 dni na koncu naslednjih prestopnih let: 2, 5, 7, 10, 13 16, 18,
21, 24, 26, 29. 19 let pa je navadnih meščanskih Luninih let. Zaradi tega je periodična napaka prevelika 2,2722d. Hajamov koledar so poleg hidžre uporabljali v Iranu vse do leta 1954. Bil je točen pred 38. stoletji. Od takrat se ni nabrala sistematska napaka niti za en dan in znaša: 4,19, ki je manjša kot pri gregorijanskem koledarju 4,92. Skupna napaka pa je: 5,40. Pri gregorijanskem koledarju je razmik med prestopnimi dnevi običajno 48 mesecev, včasih pa 96. Periodična napaka je še večja 2,4400d. Dodati moramo še sistematsko napako, ki je večja kot pri Hajamovemu koledarju. V Hajamovem koledarju je ta razmik sedemkrat 48 mesecev, osmič pa je 60. Zato je periodična napaka manjša. Razpored dnevov v letu v njegovem koledarju, bi lahko bil tudi:
31 31 31 31 31 30 30 30 30 30 30 30+ ,
kar je boljša rešitev samo z dvema dolžinama mesecev. Pred sto leti je nastal predlog o enakomernejši razporeditvi dnevov v letu. Po tem predlogu imajo tromesečja 91 dni (po mesecih: 31, 30 in 30), en dan bi bil izven mesecev kot Novo leto, v prestopnih letih bi dodali prestopni dan v sredini leta 31. junija. Leto v tem predlogu bi imelo razporeditev dnevov:
31 30 30 31 30 30+31 30 31 30 30 1 ,
kar je prednost glede na gregorijanski koledar, ker imajo meseci samo dve dolžini. Nekateri avtorji takšen znan predlog napačno imenujejo koledar. Koledar ima razporeditev dnevov po mesecih v navadnih in prestopnih letih in hkrati tudi interkalacijsko pravilo, saj se mora vedeti katera leta so prestopna. Če zadržimo interkalacijsko pravilo gregorijanskega koledarja se bo tudi pri boljšem razporedu dnevov v letu v okviru cikla 400 let pomlad začenjala na tri različne datume. Pri Hajamovem koledarju nastopa pomlad v dveh datumih in to pogosteje na (njegovo) Novo leto, ker je njegovo interkalacijsko pravilo bližje naravnemu dogajanju. Popravek njegovega koledarja glede na periodično napako je sicer bolj natančen, ni pa nikakor enostavnejši. Takšen spremenjen koledar bi imel prav tako 33 letni cikel z 8 prestopnimi leti, ki so deljiva s 4 in dve dolžini mesecev. Nekatera leta bi imela tako razpored po mesecih:
31 30+30+31 30+30+31 30+30+31 30+30+1 ,
kjer + označuje da ima lahko ta mesec en dan več v prestopnem letu, v 4 letu cikla je to 31. februar, v 8 letu cikla 31. marec, ..., v 32. letu cikla je to 31. december. Tako bi dosegli, da je razmik med prestopnimi dnevi izmenoma 50 in 49 mesecev. Zaradi tega se periodična napaka zmanjša na 1,0101d, sistematska napaka pa ostane ista kot pri izvornem Hajamovem koledarju. Takšen koledar ima manjšo periodično napako in samo dve dolžini mesecev vendar je bolj zapleten. Idealni solarni koledar ima periodično napako točno 1 dan in je tudi prezahteven ker pri tem prestopni dan nastopi, ko se nabere enodnevna napaka, tako, da se verjetno nikoli ne bo uporabljal. Vse naslednje poprave Sončevih koledarjev morajo vzeti v obzir ta Hajamov doprinos. V prvih sto letih naše dobe ima od njegovega koledarja manjšo sistematsko napako »koledar 62« 1,18d, katerega cikel sestavljata dva Hajamova cikla zmanjšana za en julijanski cikel z dolžino leta 365 + 15/62. Pri takšnem koledarju bi lahko vzeli enako razporeditev prestopnih dni kot v zgornjem primeru, vendar bi tudi tako ostala enostavnost Hajamovega koledarja neprekosljiva. Njegov koledar je tako še vedno najbolj natančen solarni koledar glede na periodično napako in enostavnost. Najboljši Lunin koledar glede na sistematsko napako pa je dal Hiparh. Marca leta 1976 je iranski parlament uvedel novo dobo, ki se začenja 558 pr. n. št. in se ravna še naprej po starem iranskem muslimanskem Luninnem koledarju. Leto 2000 je bilo po tem koledarju že leto 2559.
Med bivanjem v Isfahanu in Bagdadu je bil kot svobodomiselen učenjak izpostavljen napadom
ortodoksnih ulemov, teologov, muslimanskih verskih in prosvetnih strokovnjakov. O Hajamovi bližini Malikšahu priča tudi naslednja pripoved al-Bajhakija: »Imam Omar je rekel mojemu očetu: 'Nekoč sem bil ob sultanu Malikšahu ko je k njemu prišel emirjev deček in nas imenitno posluževal. Bil sem navdušen nad tem kako lepo je služil v tako mladih letih'. Sultan mi je tedaj rekel: 'Ne navdušujte se ... goloba nihče ne uči kako se vrne domov pa vseeno leti iz Meke v Bagdad ...'«

## Delo v matematiki
V tem času dela na observatoriju so nastala tudi njegova najpomembnejša matematična dela. V njih se je ukvarjal s problemi reševanja enačbe tretje stopnje. Njegova Razprava o dokazih nalog algebre in almukabale predstavlja poleg zbornikov, ki so bili običajni v tistih časih, zelo izviren doprinos razvoju teorije enačb tretje stopnje. V uvodu je Hajam zapisal: »Umetnost algebre in almukabale je, očitno, znanstvena sposobnost, katere predmet predstavlja absolutno število in izmerljive veličine, ki se pojavljajo kot neznanke v odnosu proti katerikoli znani količini ali odnosu ...« Nadalje je zapisal: »Algebrsko reševanje izvajamo s pomočjo enačb, to je, kot je dobro poznano, z dodajanjem stopenj.« Pri njem je prvič dozorela domneva, da so razmerja pravzaprav števila. Takole je zapisal: »Izberimo enoto in vzemimo njeno razmerje do količine G, kakršno je razmerje A k B. Na G ne glejmo kot na črto, ploskev, telo ali čas, v njej vidimo raje količino, ki jo je razum odmislil od vsega tega, količino, ki sodi med števila, seveda ne med absolutna in prava, saj se rado zgodi, da razmerje A k B ni številsko, se pravi, da ni dveh števil, ki bi bili v tem razmerju.« Števila absolutna in prava so naravna števila. Hajam je torej za razmerji
zaslutil razširitev pojma števila. Za takratni svet je pravzaprav zgradil teorijo pozitvnih realnih števil. Njegovo teorijo razmerij je poleg trigonometrije v Evropo s svojo knjigo O popolnem štirikotniku (Kitabu aš-Šaklu-l-kita' ) v 13. stoletju prinesel Nasir at-Tusi. Naziv almukabala izvira od al-Hvarizmija, ki je iznašel pojma al-džabr in al-mukabala, da bi z njima označil način reševanja enačb s katerim danes rešimo levo in desno stran enačbe. Hajamova Algebra predstavlja precejšen dosežek, ker vsebuje sistematično proučevanje kubičnih enačb na povsem nov način. Uporabljal je metodo, ki so jo uporabljali tudi grški matematiki, po kateri je določal korene teh enačb s presečišči dveh
stožnic. Numeričnih rešitev ni navajal in je razločeval, prav tako po grškem zgledu, med geometrijskimi in aritmetičnimi rešitvami. Aritmetične rešitve naj bi obstajale le, če so koreni pozitivni ulomki. Po tem se ta pristop povsem razlikuje od pristopa italijanskih matematikov iz 16. stoletja, ki so uporabljali čisto algebrske metode. Zanimivo bi bilo videti kam bi prišel njegov razvoj v tej smeri, če bi imel več časa za delo na tem področju. Navedel je glavne tipe kubičnih enačb, ki jih je razdelil v štiri
velike skupine:
{\displaystyle x^{3}+bx=a\qquad \qquad x^{3}+cx^{2}=a}
{\displaystyle x^{3}+cx^{2}+bx=a\qquad \qquad x^{3}+cx^{2}=bx+a}
{\displaystyle x^{3}+a=bx\qquad \qquad x^{3}+a=cx^{2}}
{\displaystyle x^{3}+cx^{2}+a=bx\qquad \qquad x^{3}+bx=cx^{2}+a}
{\displaystyle bx+a=x^{3}\qquad \qquad cx^{2}+a=x^{3}}
{\displaystyle x^{3}+bx+a=cx^{2}\qquad \qquad x^{3}+a=cx^{2}+bx}
{\displaystyle cx^{2}+bx+a=x^{3}\;.}
Za vsak takšen tip posebej je izdelal grafično metodo, ki je privedla do rešitve. Skušal je rešiti načelo razsežnosti tudi pri enačbah, ki so z njim na videz sprte. Pomagal si je z daljico enote. V enačbi {\displaystyle x^{2}=a} mu desna stran ni pomenila daljice a, ampak pravokotnik a · 1. Francozi so pozneje ponatisnili in prevedli to njegovo arabsko razpravo o algebri.
Leta 1077 je končal svoj drugi matematični traktat Komentarji o nekaterih problemih k Evklidovemu delu (Komentarji na dela v uvodih Evklidovih knjig, Pogovor o težavah pri Evklidu). Na koncu tega dela je pisal na običajen način za tiste čase: »Zaključek črnitve te beline se je zgodilo v mestu (...) v tamkajšnji knjižnici, na koncu džumada al-ula} štiristo sedemdesetega leta« (v sredini decembra 1077). V tem delu je obravnaval domneve ostrih in topih kotov namesto pravih kotov, kateri ustrezajo 5. Evklidovemu izreku o vzporednicah.

## Pesništvo
»Ko sem prvič spoznal Hajama, sem začutil nenavadno radost in
navdušenje kot astronom, ki prvič zagleda neko novo zvezdo.«
—John Keats (1795-1821), angleški pesnik.
V pesništvu se je Hajam proslavil s svojimi rubajami, štirivrstičnimi verzi, ki jih je okoli 600 izdal v pesniški zbirki Četrtinke (Rubajati) (Rubaijat). Vsebinsko so mistične, skeptične in otožne. V bistvu pa so filozofski izreki, naperjeni zoper verske dogme, pa tudi anakreontični, nemenjeni proslavljanju užitkov. Njegovi verzi, so, čeprav po obsegu krajši od katerekoli perzijske pesmi in na hitro napisani, rezultat neminljivega čustva in misli. Predstavljajo najverjetneje delo in dogodek njegovega življenja. Leta 1859 jih je prevedel angleški pisatelj Edward Marlborough FitzGerald (1809-1883) in so zaslovele po vsej Evropi. Slovenci smo jih dobili leta 1955, s prevodom Alojza Gradnika.
Na Hajama je močno slogovno vplival slepi sirski pesnik in filozof abu-al-Ala' al-Ma'ari (973-1057).

## Religija in filozofija
Na religijo je gledal negativno in je bil bližje materialističnemu pogledu na svet. Njegov zaščitnik Malikšah je imel z njegovimi nasprotniki veliko težav. Prepričevali so ga o Hajamovem brezboštvu in skušali proti njemu izvati javno mnenje, da bi mu sodilo. Proti njemu so se dvignili tudi drugi učenjaki in tudi teologi, ker je bil negativno razpoložen do religije. Verska besedila pa je do potankosti poznal. Da je v resnici poznal Ku'ran pripoveduje neka al-Bajhakijeva zgodba, ki je vezana na čas ko je bil sultanov vezir Šahib al-Islam, Nizamul al-Mulkov sorodnik. Govori o srečanju pravovernega in ortodoksnega imama al-Gazalija ter skeptika in nevernika Hajama. Beseda je tekla o tolmačenju nekega spornega mesta v Ku'ranu. Pokazalo se je da je obvladoval slovnico bolje od vseh prisotnih. Vendar pa to ni preprečilo verskih oblasti, da ga ne bi obsodile. Moral se je javno opravičiti. Da bi utišal nasprotnike, se je odločil za težko potovanje in odšel na romarsko pot v Meko in Medino. Ta pot je zanj pomenila pobeg za nekaj časa iz neugodnega položaja in brezbrižno življenje nekaj mesecev. Drugače to odločitev nikakor ne moremo spraviti v sklad z njegovimi rubajati. Ko se je vračal iz svetega mesta je obiskal Bagdad in svoje somišljenike in bivše učence, ki so ga nagovarjali, da bi ostal pri njih, se ukvarjal s pedagoškim delom, vendar je to zavrnil. Kaj je bil resnični vzrok temu danes ne moremo vedeti. Prijatelji in učenci so mu po vzhodnem običaju podelili častni naziv Hudždžetul-Hak, kar pomeni Dokaz Resnice. Ta naslov je Hajam v resnici zaslužil, ker se ni nikoli obotavljal povedati resnico, pa čeprav je bila grenka, ulemom in ljudskim masam. Ljubezen do resnice mu je prinesla prijatelje tudi med načelnimi nasprotniki. Med drugimi mu je postal prijatelj tudi perzijski teolog, filozof in mistik Abu Hamid Mohamed al-Gazali (1058-1111), kateremu so ortodoksni ulemi nadeli naziv Hudždžetul-Islam (Dokaz Islama). Velikokrat je zahajal v Hajamovo družbo, pa čeprav sta se v razumevanju religije in filozofije razhajala. Ohranilo se je nekaj rubajat v katerih Hajam apostrofira religiozno zakrknjenost sodobnih učenjakov in se verjetno nekatere nanašajo prav na al-Gazalija, ki je napisal znano delo Uničenje filozofije (Tahafut al-falasifa). Koliko je Hajam uspel prevarati prostodušnost ne vemo, ampak si lahko samo zamislimo, da je bilo s smrtjo Malikšaha leta 1092 konec njegovih astronomskih raziskovanj in njegovega bivanja v Isfahanu. Tega leta je neki as-Sabahov fida'i, preoblečen v muslimanskega puščavnika, sufijo zabodel Nizamul al-Mulka pri Sahni, ko se je vračal iz Hamadana v Kermanšah. O teh težkih časih in zadnjih dnevih observatorija je pisal tudi Ibn al-Asir: »Observatorij je deloval do sultanove smrti, do leta štiristopetinosemdeset (1092). Nato so ga zaprli.« Da bi svoje seldžuške gospodarje privolil k temu naj prispevajo denar za nadaljevanje dela na observatoriju, je Hajam napisal delo Nuruz-name, ki se ukvarja z legendami stare Perzije. Delo pa ni zadovoljilo Malikšahove vdove Taurkan-hatun, ki ni bila naklonjena ne Hajamu ne znanosti. Dosegel pa ni nič. Poleg samovoljne Malikšahove naslednice je bilo zaradi nasilja as-Sabahovih ismaelitov v veliki nevarnosti tudi samo delo v observatoriju, ki je privedlo do znamenitih Malikšahovih tabel in do Džalali koledarja. Na žalost tako koledarja ni mogel do konca dolgoročno preveriti, observatorij so zaprli in ga ni nikoli niti do konca res dokončal. Vendar pa je že z opravljenim delom bil prenovitelj perzijskega koledarja. Tudi svoj Naravoslovni priročnik (Traktat o vseobsežnosti obstajanja) je posvetil sinu vezirja Muajida al-Mulka, kjer je zapisal: »Ko sem stopil v službo pravičnega gospoda Fahr al-Mulka, Muajidovega sina me je obdaril s svojo milostjo. Potreboval je knjižico o vsesplošnih znanostih. Da sem ugodil tej prošnji, sem napisal to delo kot razpravo.«

## Poznejša leta
V boju za prestol, ki je nastal po Malikšahovi smrti in trajal četrtino stoletja, se je Hajam umaknil v svoj rojstni kraj in se boril proti nesrečam tedanjega časa in pomanjkanju. V uvodu svoje Algebre je povedal veliko o svojem težkem položaju v tistih burnih časih, ko je propadala cvetoča seldžuška država v državljanskih vojnah in ko je zloglasni as-Sabah s številnimi četami asasinov neovirano vršil svojo demonsko poslanstvo in ubijal kogar je hotel. Mogoče je v tem času tudi sam pomislil, da bi lahko fanatični ismaelit postal pozoren nanj in pripravil kakšnega zločinca, da ga ubije čeprav se je umaknil v samoto in se zaprl sam vase. Zato je v svoji bližnji okolici prenašal kruto sodbo in se družil samo še z nekaterimi prijatelji, med katerimi so omenjali Abdurezaka, ki je pozneje postal minister na dvoru sultana Sandžara (umrl 1157). Poleg njih mu je po Bodenstedtu bila zvesta prijateljica Muza, kateri je v svetlih in temnih dnevih zaupal vse skrivnosti duha in srca v lepem in zvočnem jeziku, ki je v tistih časih najbolj cvetel in katerega je mojstrsko obvladoval. Njegovi verzi še danes veljajo kot vzor perzijske poezije. Al-Bajhaki je spet navedel, da je takrat pisal in predaval zelo malo. Šahrazuri je zapisal, da je bil njegov tedanji učenec tudi Abulhatim Muzafar al-Isfazari (al-Asfizari), ki je bil do učencev prijazen, Hajam pa je bil do njih zagrenjen zaradi stanja v vladajočih krogih. Ko so se državljanske vojne pomirile, so zanj prišli boljši dnevi.
Leta 1112 je bival v Balhu v gosteh pri emirju Abu Sadu. Dve leti kasneje je živel v Mervu pri vezirju Ibnul-Muzaferu, ki ga je zelo cenil kot človeka in kot vsestransko izobraženega človeka. Cel ta čas in tudi pozneje je deloval tudi kot astrolog. Njegov učenec, pesnik Khvajah Arudi ad-din Abu Muhammed Iljas ibn ben Jusuf as-Samarkandi an-Nizami (okoli 1090-okoli 1175) je povedal, da je leta 1114 napovedal ugoden čas za vojni pohod sultana Muhameda. V resnici pa ni natančno znano kje se je Hajam tedaj v resnici nahajal.
Pri koncu svojega življenja ni bil prepričan ali je bil na svoji življenjski poti uspešen s svojim bojem proti neznanju. Umrl je 4. decembra 1131, o njegovi smrti pa je pisal an-Nizami as-Samarkandi ob obisku njegove grobnice štiri leta po njegovi smrti: »Petstošestega leta (1112) sta bila hodža imam Hajam in hodža Muzafar Asfizari na dvoru emirja Abu Sada v predelu mesta Balha, kjer so stanovali delavci. Z njimi sem bil v veseli družbi. Velikokrat sem se v vrtu pogovarjal s svojim učiteljem. Slišal sem kako je Dokaz Resnice, Omar rekel: 'Moja grobnica bo spravljena na takšnem mestu, da bo vsako pomlad severni veter raztrosil cvetje
nad njo'. To se mi je zdelo nemogoče, vendar sem vedel da takšen človek ne govori brez osnove. Ko sem v tridesetem letu (1135) spet obiskal Najšabur, so minila štiri leta odkar je ta velik človek skril svoj obraz pod pokrov truge in zapustil ta svet. Bil mi je učitelj. V petek sem odšel na njegov grob in vzel nekega človeka, da me je vodil. Odvedel me je na pokopališče Haira. Pogledal sem v levo in videl v njegovem dnu vrtno steno, iz katere sem zagledal hruškino in marelično drevo (drevesi, ki cvetita v različnih razdobjih), kako prek zidu sipata svoje cvetove na to grobnico, tako, da se je v celoti skrila pod cvetjem. Tedaj sem se spomnil Hajamovih besed, ki sem jih od slišal v Balhu, in zajokal, saj na Zemlji nisem našel človeka, ki bi mu bil enak.«
O njegovih zadnjih trenutkih je pripovedoval Šahrazuri: »Omar je proučeval Knjigo zdravljenja. To je metafizični testament Ibn Sine (Kitab aš šifa). Pri poglavju Ednina in množina (Bog in svet) je vstavil vanjo zlat zobotrebec kot znak, do kod je prišel. Po molitvi je povedal zadnje želje svojim gostiteljem. Ta dan ni ne jedel ne pil. Ko je končal večerno molitev, je pokleknil in spregovoril: 'Bog, resnično sem se trudil, da te spoznam, kolikor mi je bilo mogoče. Oprosti mi! Moje spoznanje Tebe naj bo moj zagovor pri Tebi.' Ko je to spregovoril se je razšel z dušo.«
Vse njegovo delo v celoti govori da ta epski skeptik ni svoje življenje preživel zastonj. O
Hajamu so mnenja sodobnikov in poznejšega rodu različna. Eni v njem vidijo predstavnika resnice na Zemlji, drugi pa, kakor pravi neki sodobnik »nesrečnega filozofa, brezbožca in materialista«. Eni kot drugi pa mu priznavajo vsestransko izobrazbo, saj je v resnici bil velik v poznavanju Kur'ana in izročila, v poznavanju arabske in perzijske poezije ter bogat izvor na področju filozofije in naravoslovnih znanosti. Poleg vsega Hajam ni bil nagnjen k pisanju kot njegov predhodnik Ibn Sina ali al-Gazali. Napisal je še nekaj del, ki pa se niso ohranila in jih poznamo samo še po naslovih: iz astronomije in vremenoslovja Levazimul-emkine, matematična Prikaz natančnosti indijskih metod o iskanju tretjega in četrtega korena, o draguljih Nizamul-hukm, pesmi Zbirka Kasid in metafizični Elvugud in El-kevnu vet-teklif.

## Priznanja
Poimenovanja
Po njem se od leta 1970 imenuje krater Omar Hajam (Omar Khayyam) na Luni in asteroid zunanjega glavnega pasu 3095 Omar Hajam (Omarkhayyam), ki ga je 8. septembra 1980 odkrila Žuravljova.